# Viktor Lundberg
Viktor Lundberg, född 4 mars 1991 i Solna, är en svensk före detta fotbollsspelare. AIK är hans moderklubb.

## Karriär
Lundberg slog igenom i AIK:s ungdomslag och han blev senare utlånad till farmarklubben Väsby United. Han blev klar för AIK:s a-lag i mars 2009 men kunde på grund av sin låga ålder spela seriematcher för Väsby United i Superettan. Debuten i Allsvenskan kom i matchen mot Brommapojkarna på Grimsta IP i april 2009 där han även gjorde sitt första tävlingsmål för AIK redan efter två minuter.
Den 18 juni 2013 bekräftade AIK på sin officiella hemsida att Lundberg hade blivit såld till danska Randers FC. Den 22 juni spelade han sin första match för klubben, han blev inbytt i den andra halvleken av träningsmatchen mot Velje och svarade för 2 mål. Under sin första säsong spelade han 29 matcher, varav 20 från start och gjorde fyra mål samt två assist.
Viktor Lundberg är även känd för sin farliga högerfot. Under försäsongen 2011 testades han som anfallare och han presterade såpass bra att han skolades om till släpande anfallare.
Den 29 juni 2017 värvades Lundberg av portugisiska Marítimo, där han skrev på ett treårskontrakt.
I januari 2018 värvades Lundberg av BK Häcken, där han skrev på ett treårskontrakt. I februari 2021 värvades Lundberg av Helsingborgs IF, där han skrev på ett treårskontrakt.
Den 22 juli 2022 värvades Viktor Lundberg av Örgryte IS på ett kontrakt som sträcker sig över två år, till sommaren 2024. I januari 2025 avslutade han sin fotbollskarriär.

## Meriter
AIK
- SM-guld: 2009
- Svenska cupen: 2009

BK Häcken
- Svenska cupen: 2019